# Grupo de Operações Especiais (Brésil)
Pour les articles homonymes, voir Groupe d'opérations spéciales et GOE.
Le Grupo de Operações Especiais ou 'GOE' (en français, Groupe d'opérations spéciales), est une unité d'élite de la police civile de l'État de São Paulo au Brésil. Il est comparable à la Coordenadoria de Recursos Especiais (CORE) à Rio de Janeiro. 
Fondée en 1991, le GOE participe à aider les unités de la police conventionnelle lors d'opérations à haut risque impliquant des prises d'otages ou des soulèvements dans le système carcéral. Il est subordonné à la Departamento de Polícia Judiciária da Capital (Département de la police judiciaire) ou DECAP. 

En 2005, ils déménagèrent dans leur nouveau siège à Campo Belo dans la zone sud de São Paulo, qui contient des infrastructures adaptées à leur rôle de groupe de forces spéciales. 
Ils se sont récemment distingués par l'arrestation de la citoyenne libanaise Rana Koleilat, qui était en fuite au Brésil. Elle a été impliquée pour fraude dans des fonds d'investisseurs. 
Le GOE de São Paulo compte environ 200 membres, une flotte de 60 véhicules, 5 subdivisions tactiques, ainsi que d'une unité spécialisée de Force Delta avec son propre service de renseignement et de police en civil et voitures banalisées, ainsi que des divisions administratives. 
Au fil des ans, le GOE a servi de modèle pour d'autres unités tactiques du même nom, tout au long de l'État de São Paulo et dans d'autres États de la fédération. Après avoir effectué d'innombrables actions tactiques avec succès, le GOE de São Paulo s'est établi comme l'une des plus grandes et des meilleures unités des forces spéciales de police au Brésil.

## Sources
- (en) Cet article est partiellement ou en totalité issu de l’article de Wikipédia en anglais intitulé « GOE (Brazil) » (voir la liste des auteurs).